# La Neuville-Vault
Pour les articles homonymes, voir Neuville.
La Neuville-Vault est une commune française située dans le département de l'Oise, en région Hauts-de-France, en limite du Pays de Bray picard, région naturelle du Beauvaisis.

## Géographie
|          | Bonnières                 | Milly-sur-Thérain |
| Lhéraule | La Neuville-Vault         | Herchies          |
|          | Pierrefitte-en-Beauvaisis |                   |

### Hydrographie
La commune est située dans le bassin Seine-Normandie. Elle n'est drainée par aucun cours d'eau,.

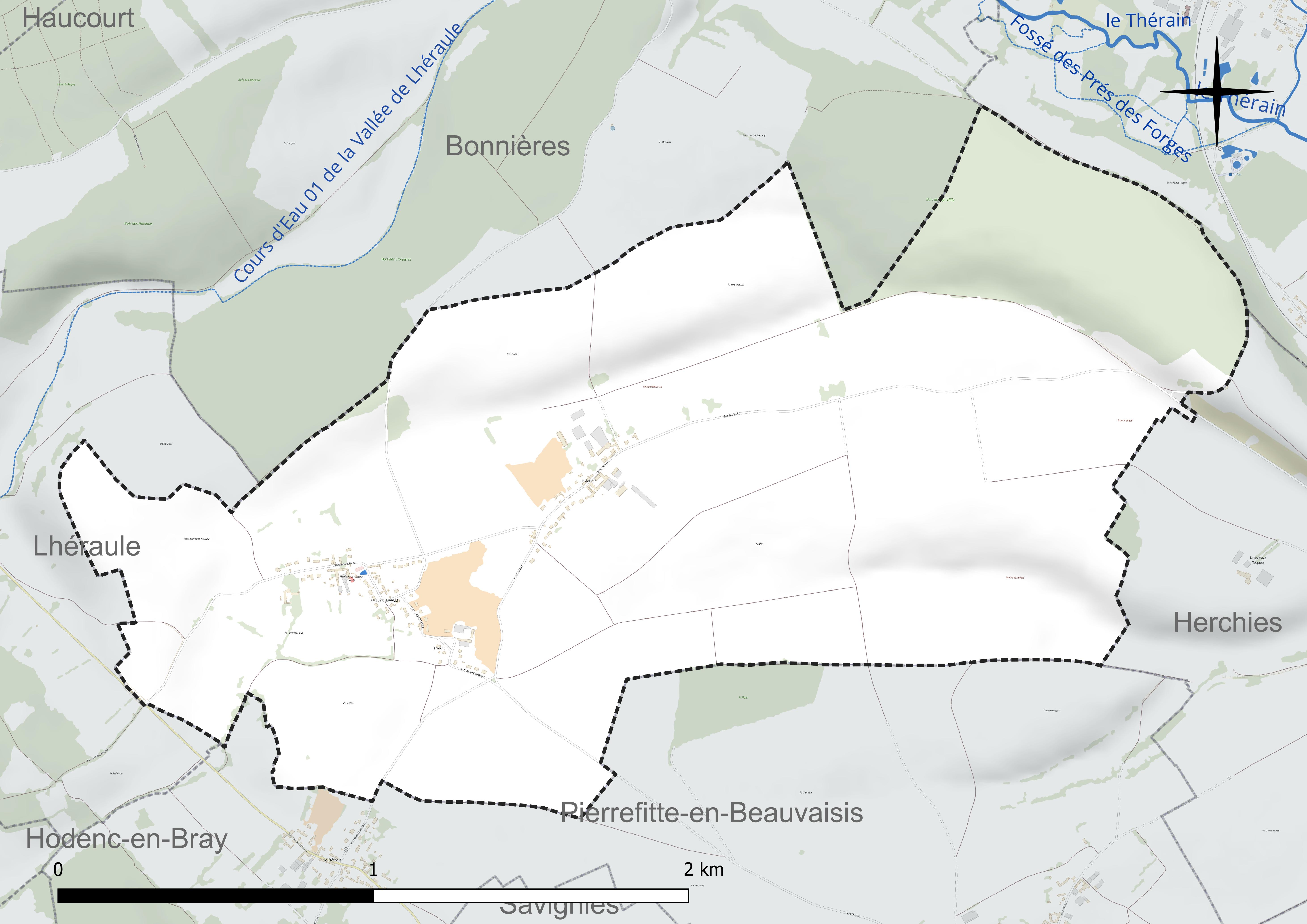
Réseau hydrographique de la Neuville-Vault.

### Climat
Pour des articles plus généraux, voir Climat des Hauts-de-France et Climat de l'Oise.
En 2010, le climat de la commune est de type climat océanique dégradé des plaines du Centre et du Nord, selon une étude du CNRS s'appuyant sur une série de données couvrant la période 1971-2000. En 2020, Météo-France publie une typologie des climats de la France métropolitaine dans laquelle la commune est exposée à un climat océanique et est dans la région climatique  Nord-est du bassin Parisien, caractérisée par un ensoleillement médiocre, une pluviométrie moyenne régulièrement répartie au cours de l'année et un hiver froid (3 °C).
Pour la période 1971-2000, la température annuelle moyenne est de 10,1 °C, avec une amplitude thermique annuelle de 14 °C. Le cumul annuel moyen de précipitations est de 773 mm, avec 12,1 jours de précipitations en janvier et 8,3 jours en juillet. Pour la période 1991-2020, la température moyenne annuelle observée sur la station météorologique la plus proche, située sur la commune de Tillé à 12 km à vol d'oiseau, est de 11,0 °C et le cumul annuel moyen de précipitations est de 655,5 mm,. Pour l'avenir, les paramètres climatiques de la commune estimés pour 2050 selon différents scénarios d'émission de gaz à effet de serre sont consultables sur un site dédié publié par Météo-France en novembre 2022.

## Urbanisme

### Typologie
Au 1er janvier 2024, La Neuville-Vault est catégorisée commune rurale à habitat dispersé, selon la nouvelle grille communale de densité à sept niveaux définie par l'Insee en 2022.
Elle est située hors unité urbaine. Par ailleurs la commune fait partie de l'aire d'attraction de Beauvais, dont elle est une commune de la couronne,. Cette aire, qui regroupe 162 communes, est catégorisée dans les aires de 50 000 à moins de 200 000 habitants,.

### Occupation des sols
L'occupation des sols de la commune, telle qu'elle ressort de la base de données européenne d'occupation biophysique des sols Corine Land Cover (CLC), est marquée par l'importance des territoires agricoles (89 % en 2018), une proportion identique à celle de 1990 (89 %). La répartition détaillée en 2018 est la suivante : 
terres arables (73,4 %), prairies (14,4 %), forêts (11 %), zones agricoles hétérogènes (1,2 %). L'évolution de l'occupation des sols de la commune et de ses infrastructures peut être observée sur les différentes représentations cartographiques du territoire : la carte de Cassini (XVIIIe siècle), la carte d'état-major (1820-1866) et les cartes ou photos aériennes de l'IGN pour la période actuelle (1950 à aujourd'hui).

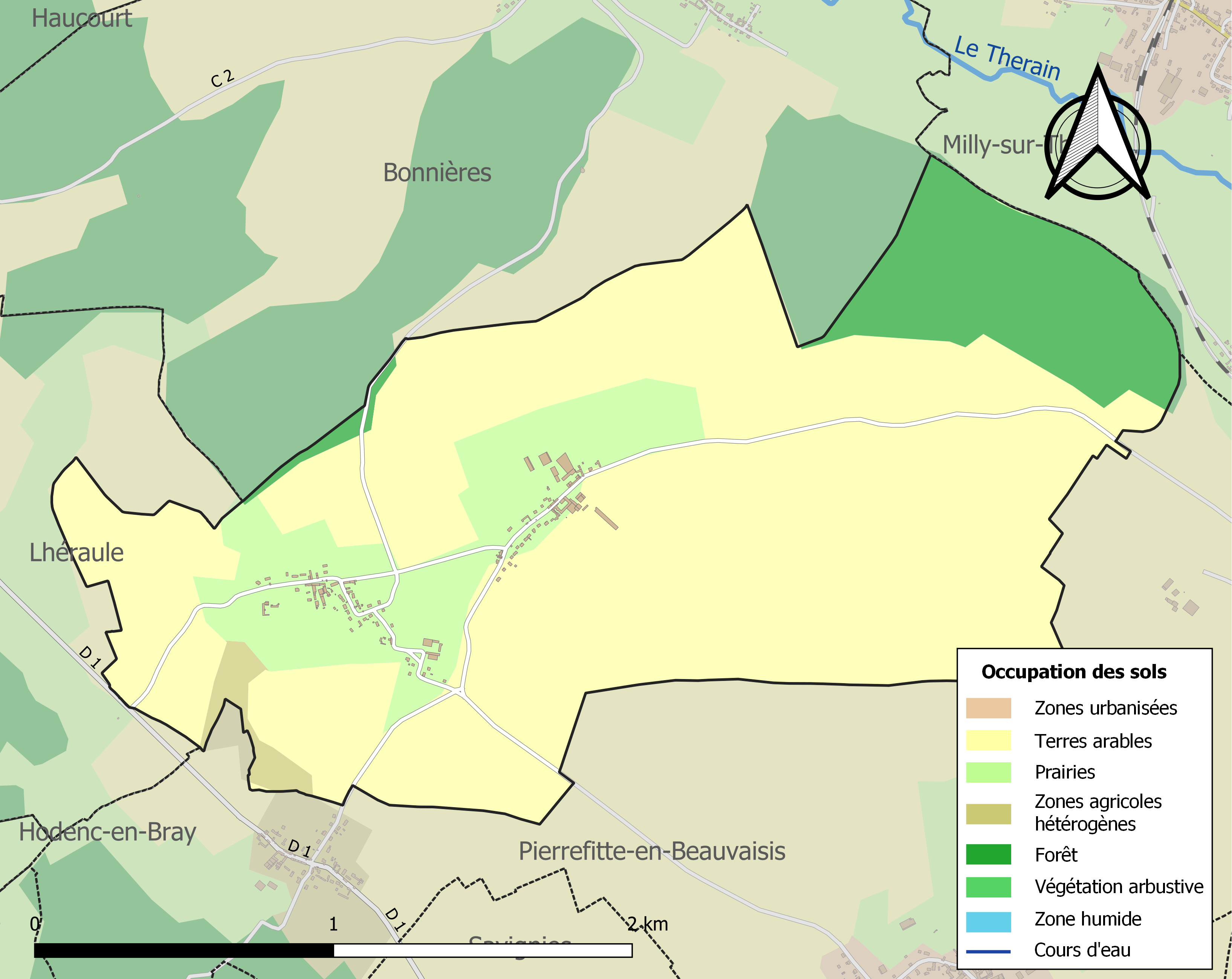
Carte des infrastructures et de l'occupation des sols de la commune en 2018 (CLC).

### Voies de communication et transports
La commune est desservie, en 2023, par les lignes 6102 et 6148 du réseau interurbain de l'Oise.

## Toponymie
Le nom de la localité est attesté sous les formes Nova villa (vers 1260) ; Nova villa super Milliacum (XIIIe) ; capella de nova villa de Waut (vers 1320) ; Neufville sur le Vuault (1536) ; la Neufville sur le Wault (1610) ; la Neuville sur le Vaux (1619) ; la Neuville (1667) ; Neuville sur le Vaut (XVIIe) ; la Neuville sur le Vault (vers 1750) ; la Neuville-Vault (XIXe).
Le nom La Neuville vient du latin novo villa, nouveau domaine, et Vault de l'ancien français  gault, du francique  walt, bois, forêt. Signification : le nouveau domaine en forêt.
La Neuville-Vault se dit "El Neuville-Weu" en picard, langue régionale locale. La  commune est situé en limite du pays de Bray et du plateau picard, dans une partie de forêt défrichée au XIIe siècle.

## Politique et administration
| Période                                  | Période                       | Identité       | Étiquette | Qualité                        |
| ---------------------------------------- | ----------------------------- | -------------- | --------- | ------------------------------ |
| Les données manquantes sont à compléter. |                               |                |           |                                |
| mars 2001                                | 2008                          | Jean Dourlens  |           |                                |
| mars 2008                                | En cours (au 30 juillet 2014) | Thierry Gilles |           | Réélu pour le mandat 2014-2020 |

## Population et société

### Démographie

#### Évolution démographique
L'évolution du nombre d'habitants est connue à travers les recensements de la population effectués dans la commune depuis 1846. Pour les communes de moins de 10 000 habitants, une enquête de recensement portant sur toute la population est réalisée tous les cinq ans, les populations de référence des années intermédiaires étant quant à elles estimées par interpolation ou extrapolation. Pour la commune, le premier recensement exhaustif entrant dans le cadre du nouveau dispositif a été réalisé en 2008.

En 2022, la commune comptait 208 habitants, en évolution de +13,66 % par rapport à 2016 (Oise : +0,87 %, France hors Mayotte : +2,11 %).
| 1846 | 1851 | 1856 | 1861 | 1866 | 1872 | 1876 | 1881 | 1886 |
| ---- | ---- | ---- | ---- | ---- | ---- | ---- | ---- | ---- |
| 200  | 186  | 178  | 147  | 132  | 118  | 108  | 107  | 105  |

| 1891 | 1896 | 1901 | 1906 | 1911 | 1921 | 1926 | 1931 | 1936 |
| ---- | ---- | ---- | ---- | ---- | ---- | ---- | ---- | ---- |
| 86   | 91   | 99   | 91   | 75   | 65   | 63   | 76   | 73   |

| 1946 | 1954 | 1962 | 1968 | 1975 | 1982 | 1990 | 1999 | 2006 |
| ---- | ---- | ---- | ---- | ---- | ---- | ---- | ---- | ---- |
| 86   | 73   | 56   | 60   | 73   | 71   | 108  | 137  | 149  |

| 2008 | 2013 | 2018 | 2022 | - | - | - | - | - |
| ---- | ---- | ---- | ---- | - | - | - | - | - |
| 152  | 156  | 199  | 208  | - | - | - | - | - |

#### Pyramide des âges
La population de la commune est relativement jeune.
En 2018, le taux de personnes d'un âge inférieur à 30 ans s'élève à 40,7 %, soit au-dessus de la moyenne départementale (37,3 %). À l'inverse, le taux de personnes d'âge supérieur à 60 ans est de 15,1 % la même année, alors qu'il est de 22,8 % au niveau départemental.
En 2018, la commune comptait 105 hommes pour 94 femmes, soit un taux de 52,76 % d'hommes, largement supérieur au taux départemental (48,89 %).
Les pyramides des âges de la commune et du département s'établissent comme suit.
| Hommes | Classe d’âge | Femmes |
| ------ | ------------ | ------ |
| 0,0    | 90 ou +      | 0,0    |
| 4,8    | 75-89 ans    | 4,3    |
| 13,3   | 60-74 ans    | 7,4    |
| 17,1   | 45-59 ans    | 23,4   |
| 25,7   | 30-44 ans    | 22,3   |
| 17,1   | 15-29 ans    | 20,2   |
| 21,9   | 0-14 ans     | 22,3   |

| Hommes | Classe d’âge | Femmes |
| ------ | ------------ | ------ |
| 0,5    | 90 ou +      | 1,4    |
| 5,5    | 75-89 ans    | 7,6    |
| 15,6   | 60-74 ans    | 16,3   |
| 20,8   | 45-59 ans    | 20     |
| 19,4   | 30-44 ans    | 19,4   |
| 17,6   | 15-29 ans    | 16,2   |
| 20,6   | 0-14 ans     | 19,1   |

## Lieux et monuments

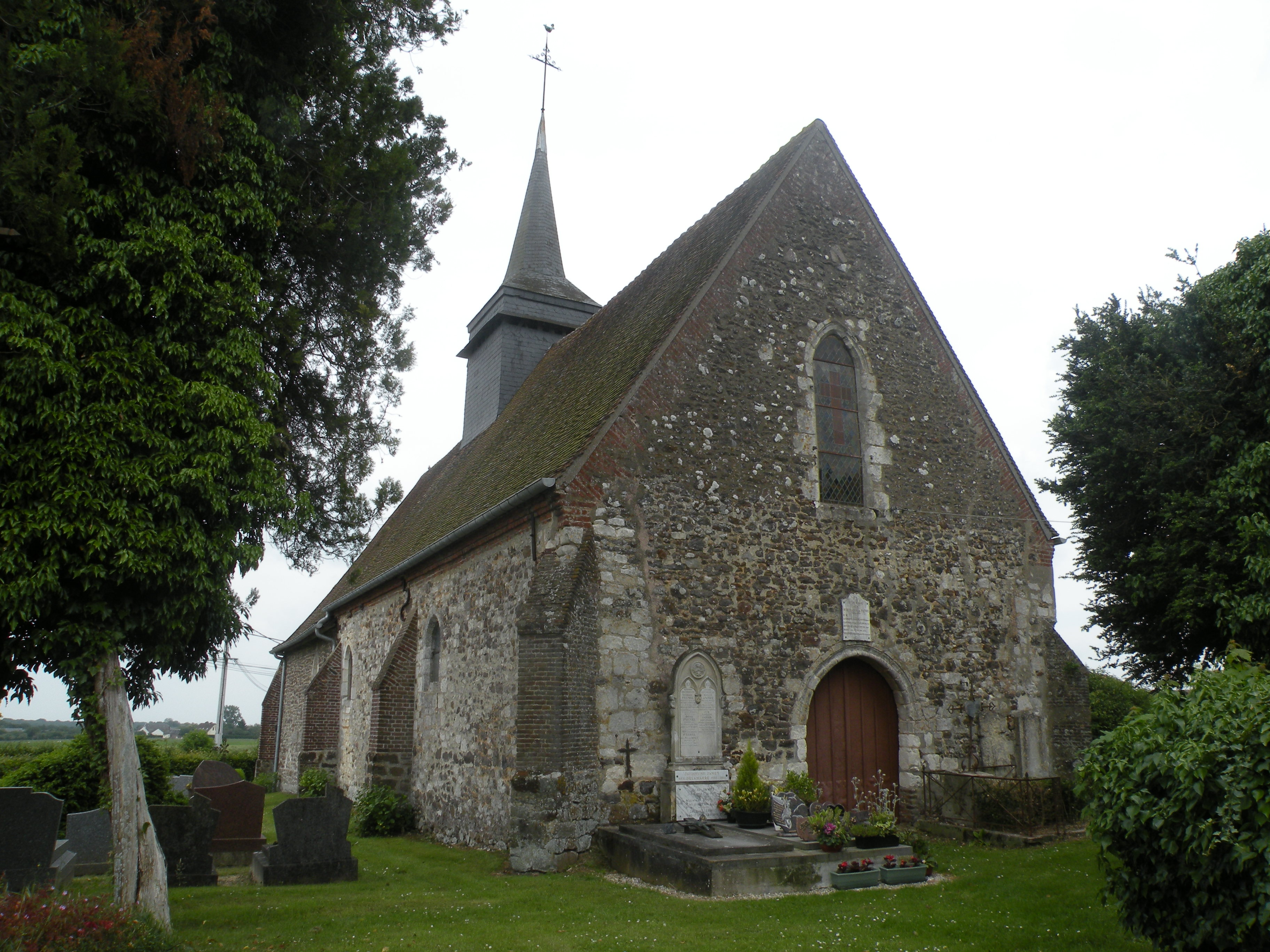
L'église Saint-Thomas de Cantorbéry

- L'église Saint-Thomas de Cantorbéry.
- Monument Philéas Lebesgue sur la place.

## Personnalités liées à la commune
- Philéas Lebesgue (1869-1958), né et mort à La Neuville-Vault / El Neuville-Weu, agriculteur, maire (1908-1947),  écrivain, poète, romancier, nouvelliste, dramaturge, traducteur, éditorialiste, critique littéraire au Mercure de France.